# Džunko Ozawaová
Džunko Ozawaová (japonsky 小澤 純子, * 7. prosince 1973 Kamakura) je bývalá japonská fotbalistka.

## Reprezentační kariéra
Za japonskou reprezentaci v letech 1993 až 1997 odehrála 21 reprezentačních utkání. Byla členkou japonské reprezentace i na Mistrovství světa ve fotbale žen 1995 a Letních olympijských hrách 1996.

## Statistiky
| Japonsko | Japonsko | Japonsko |
| Roky     | Záp.     | Góly     |
| -------- | -------- | -------- |
| 1993     | 4        | 0        |
| 1994     | 6        | 0        |
| 1995     | 5        | 0        |
| 1996     | 5        | 0        |
| 1997     | 1        | 0        |
| Celkem   | 21       | 0        |

## Úspěchy

### Reprezentační
- Mistrovství Asie:  1993